# Scybalocanthon cyanocephalus
Scybalocanthon cyanocephalus là một loài bọ cánh cứng trong họ Bọ hung (Scarabaeidae).